# 朱友能
朱 友能（しゅ ゆうのう、? - 923年）は、後梁の太祖朱全忠の甥。朱全昱の次男。
叔父から恵王に封じられる。918年に反乱を起こしたが敗れた。数カ月後に降伏し、末帝からは赦され、房陵侯に降格されただけで済んだ。
その後、朱友誨が乱を企てたことで都に召還されて三兄弟は幽閉された。後、後梁が滅ぶときに殺害された。